# 設樂悠太
設樂悠太（日语：／ Shitara Yūta ?1991年12月18日—）是位日本男子田徑運動員，在2016年夏季奧林匹克運動會10000公尺決賽拿下第29名。2018年2月，設樂悠太以2小時06分11秒拿下東京馬拉松第二名（第一名為肯亞選手），同時打破高懸16年的日本馬拉松紀錄，並赢得一億日元獎金。

## 外部連結
- 設樂悠太在国际奥林匹克委员会的资料
- 設樂悠太在的頁面